# スミーゲフーク

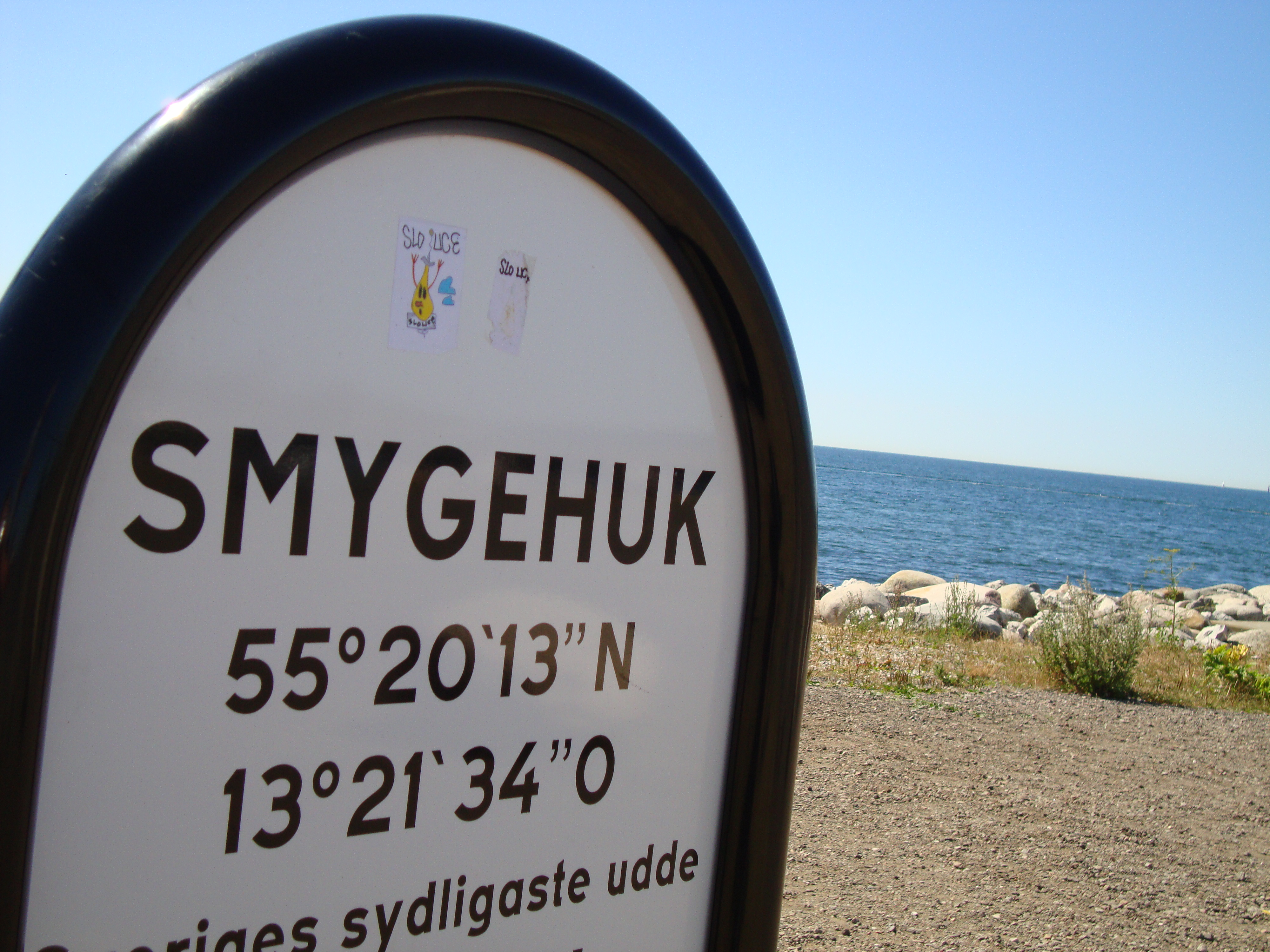
スウェーデン最南端のスミーゲフークの案内標識

スミーゲフーク（スウェーデン語: Smygehuk）は、スウェーデンのスコーネ地方、トレレポリ市のスミーゲハムン地区に位置する漁村と港。2007年に港の東側に設けられた展望台「Utkiken」（北緯55度20分13秒）がスウェーデンとスカンディナヴィア半島の最南端である（それまでは港が最南端であった）‌。港の西側にはスミーゲフーク灯台とスミーゲフーク・ホステルがある。 

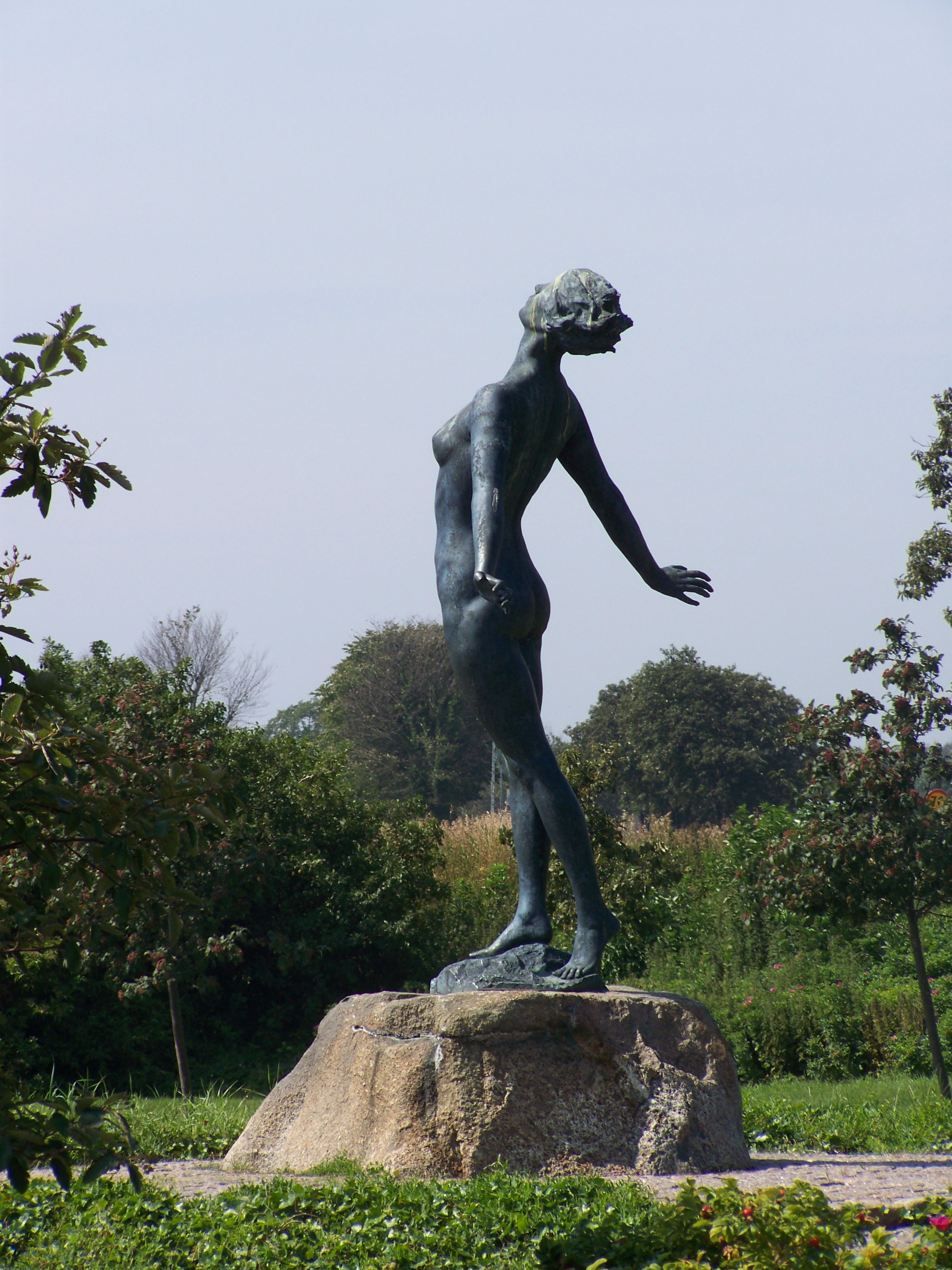
アクセル・エッベ作の女性像

港にはスウェーデンの彫刻家アクセル・エッベ作の女性裸体像が立っている。Famntaget （抱擁）と題するこの像は、1930年に、もともとはトレレポリに設置されたもので、後にスミーゲフークに移設された。モデルは、やはりモデルのNena von Schlebrüggeの母であり、女優ユマ・サーマンの祖母でもあるビルギット・ホルムクイスト（Birgit Holmquist）であるとされる。